# 6 mm PPC
Die 6 mm PPC (Palmisano & Pindel Cartridge) ist eine Gewehrpatrone, die 1975 von den US-Amerikanern Louis Palmisano und Ferris Pindell aus der sowjetischen Jagdpatrone 5,6 × 39 mm entwickelt wurde.

## Entwicklung
Palmisano und Pindel entwickelten die Patrone speziell für Benchrest-Wettkämpfe mit dem Ziel hoher Präzision. Sie wird bei Wettkämpfen auf die Distanzen 100, 200 und 300 yards (1 yd = 91,44 cm) und zur Schädlingsjagd verwendet.

### Hintergrund
Die sowjetische 5,6×39-mm-Patrone wurde seit den 1950er Jahren in der Sowjetunion für das jagdsportliche Schießen verwendet. Aufgrund der engen Beziehungen zu Finnland und der Tatsache, dass die 7,62 × 39 mm finnische Ordonnanzmunition war, wurde dieses Kaliber etwa ab 1965 auch in Finnland von SAKO und später Lapua hergestellt. Ursprünglich behielten die finnischen Hersteller die metrische Bezeichnung bei, doch Exportmunition für den nordamerikanischen Markt wurde mit .220 RUSSIAN markiert. Die finnischen Patronen unterschieden sich von den original sowjetischen durch ihre Messinghülsen und andere Geschosse.

### Die Entstehung der 6 mm PPC
Palmisano und Pindel suchten nach der optimalen Benchrestpatrone. Sie verwendeten finnische SAKO-Hülsen aus Messing im Kaliber 5,6 × 39 mm. Diese weiteten sie auf .243″ auf und erhöhten den Flankenwinkel durch Feuerformen auf 30°. Die Hülse der 5,6 × 39 mm war dafür besonders gut geeignet, weil sie einen massiven Hülsenboden und einen engen Zündkanal hat. Sportschützen in den USA sind in der Regel Wiederlader und fertigen ihre eigene Munition. Obwohl inzwischen von SAKO und Norma Fabrikmunition im Kaliber 6 mm PPC hergestellt wird, verwenden Benchrestschützen hauptsächlich .220-Russian-Hülsen, um ihre Matchmunition herzustellen, da die Fabrikmunition nicht dieselbe Präzision erreicht.
SAKO standardisierte die Patrone 1985 nach dem SAAMI-Standard. Die nach diesem Standard gefertigte Munition wird mit 6PPC USA markiert.

## Eigenschaften
Die 6 mm PPC unterscheidet sich von der 5,6×39-mm-Patrone durch den steileren Flankenwinkel von 30° und den weiteren Patronenhals. Durch die kurze Hülse (38,2 mm) und die steile Hülsenschulter erreicht sie eine höhere Effizienz als jede andere 6-mm-Patrone.
Mit präzise geladenen Patronen, einer entsprechenden Büchse und viel Übung sind 5- oder 10-Schuss-Gruppen unter 5 mm auf 200 yards (180 m) möglich.

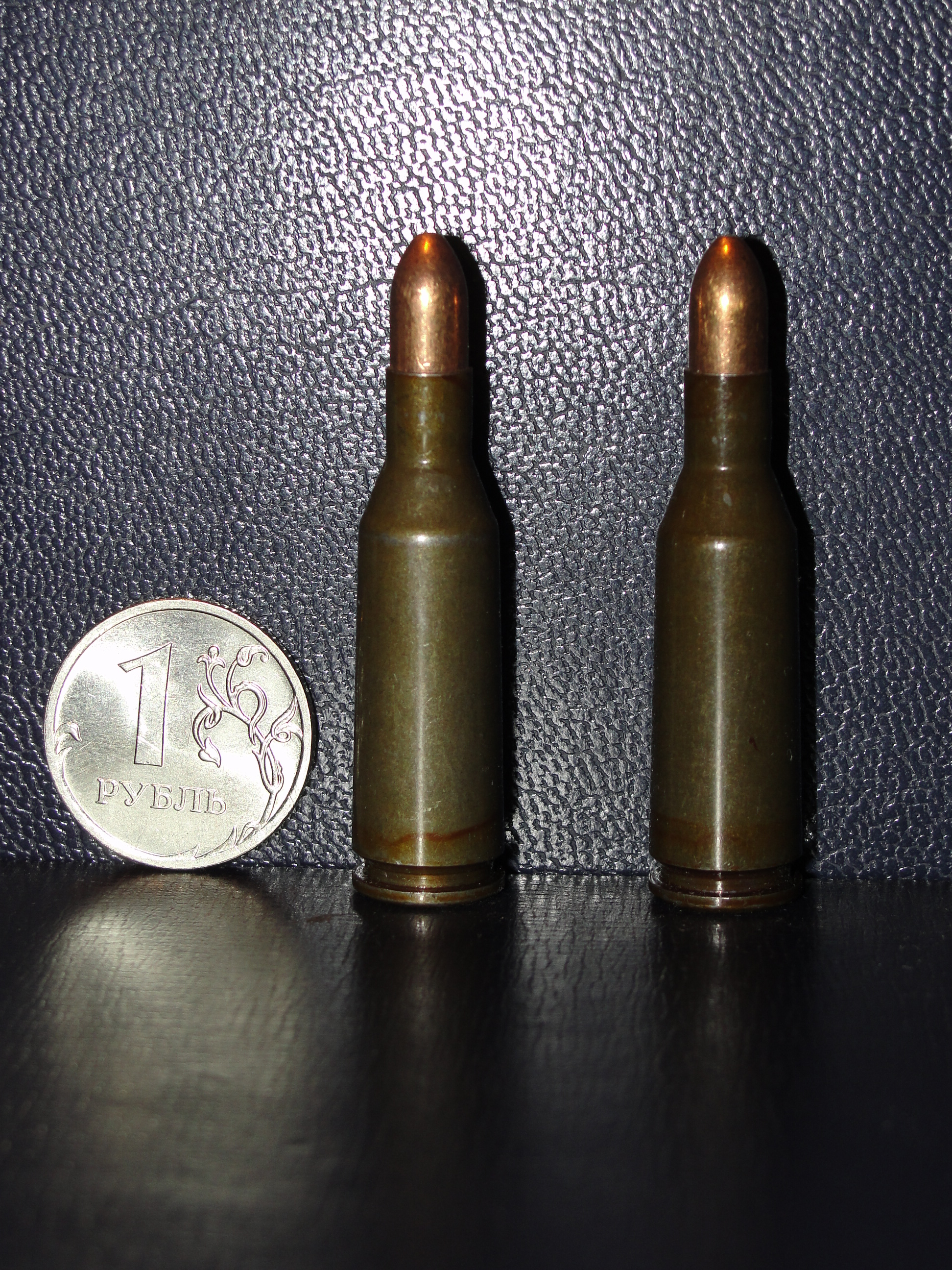
Die originale 5,6 × 39 mm mit tombakplatierter Stahlhülse.
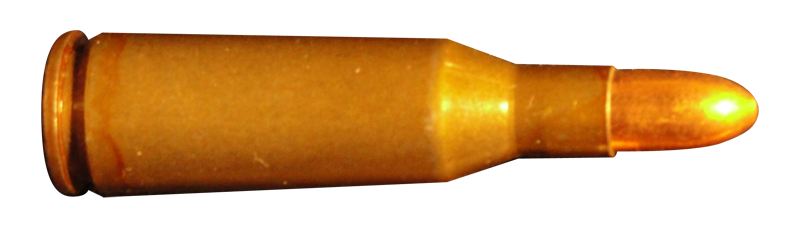
.220 Russian – verm. finnische Produktion mit Messinghülse
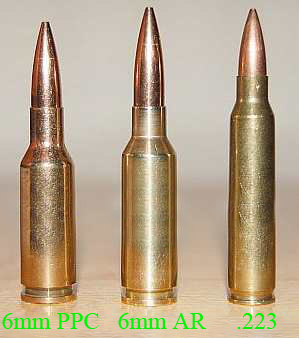
Größenvergleich mit der 6 mm AR und der .223 Remington

## Weiterentwicklungen
Aus der 6 mm PPC wurde von Arne Brennan die 6,5 mm PPC als Wildcat entwickelt. Aus der 6,5 mm PPC entwickelte Brennan später zusammen mit Bill Alexander von Alexander Arms und Janne Pohjoispää von Lapua die 6,5 mm Grendel. Der Schulterwinkel von 30° wurde beibehalten und der Hals verlängert sowie die Wandstärke des Halses erhöht. Von der Grendel wurde wiederum die 6 mm AR abgeleitet, indem eine Grendel-Hülse auf 6 mm eingezogen wurde.